# Carel Knoppers
Hendrik Carel Knoppers (Oudenrijn, 9 april 1930 – Ommen, 19 juni 2021) was een Nederlands politicus en bestuurder namens de CHU en het CDA. 
Knoppers studeerde rechtsgeleerdheid aan de Rijksuniversiteit Leiden, waar hij in 1957 zijn doctoraalbul behaalde. Van 1957 tot 1963 werkte hij als planoloog bij de Provinciale Planologische Dienst Noord-Brabant.
Carel Knoppers was burgemeester van Abcoude van 1963 tot 1974. Van 1974 tot 1990 was hij burgemeester van Ommen. Na zijn pensionering bleef hij wonen in de ambtswoning die hij kon overnemen. Hij werd na zijn burgemeesterschap benoemd tot ereburger van zowel Abcoude als Ommen.
Knoppers overleed op 91-jarige leeftijd. Hij was gehuwd en had twee kinderen.